# جونکو اوزاوا
جونکو اوزاوا (ژاپنی: 小澤 純子؛ زادهٔ ۷ دسامبر ۱۹۷۳) بازیکن فوتبال اهل ژاپن و عضو تیم ملی فوتبال ژاپن است که در تاریخ ۴ دسامبر ۱۹۹۳ میلادی اولین بازی ملی‌اش را انجام داد. او در ۲۱ بازی ملی حضور داشت و آخرین بازی ملی خود را در تاریخ ۸ ژوئن ۱۹۹۷ میلادی انجام داد. جونکو اوزاوا در بازی‌های ملی‌اش
گلی به ثمر نرساند.